# Ios
Ios (em grego:  Ίος) é uma ilha grega pertencente às Cíclades, no Mar Egeu. É uma ilha montanhosa situada entre as ilhas de Naxos e Santorini. Ios é constituída principalmente por rochas de xisto, quartzo e mármore. O ponto culminante, Pyrgos, atinge os 713 m de altitude. Segundo a lenda, Homero teria morrido e sido enterrado nesta ilha.

## História
Ios foi habitado desde o início do período das Cíclades, como provam as escavações arqueológicas que trouxeram à luz várias descobertas. Existem vestígios da Civilização Micênica na ilha. Durante os anos que se seguiram à queda do Império Bizantino, Ios, como a maioria das ilhas gregas, sofreu muitos ataques piratas e os habitantes se esconderam no castelo fortificado para escapar da selvageria dos piratas. No extremo norte da ilha existe a ruína de um castelo veneziano do século XV. Diz-se que a ilha possui 365 igrejas e capelas, o número de dias do ano.
No estado grego moderno, a ilha de Ios permaneceu como uma ilha árida, enquanto seus habitantes de baixa estatura lutavam para sobreviver das pequenas áreas férteis de terra, pecuária e de uma pequena mineração. Por volta dos anos 70, a ilha entrou numa nova era, uma vez que se tornou cada vez mais popular como um destino turístico de férias quente entre os jovens viajantes europeus.

## Geografia

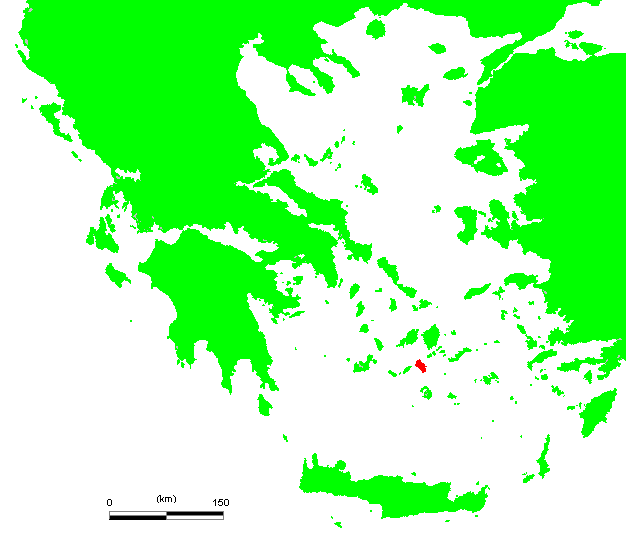
Localização de Ios no Mar Egeu

Ios tem 87 km de costa, dos quais 32 quilômetros são praia de areia. A ilha possui cerca de 18 km de extensão, 10 km de largura e 105 km² de área. Fica a 111 milhas náuticas do porto de Pireu, 72 de Heraclião e 55 do porto de Hermopolis, a sede administrativa da prefeitura de Cíclades.

### Praias
Ios atrai um grande número de turistas jovens. Muitos deles dormiam em sacos de dormir, durante os anos 1970, na popular praia de Milopótamos (ou Milopotas), após as festas noturnas. Hoje a praia de Milopótamos se transformou num popular resort turístico semelhante a Platys Gialos e Paradise Beach, em Míconos.

## Demografia
A população estimada em 2011 era de 2030 habitantes, inferior aos 3500 no século XIX. A principal cidade é Chora.

## Galeria

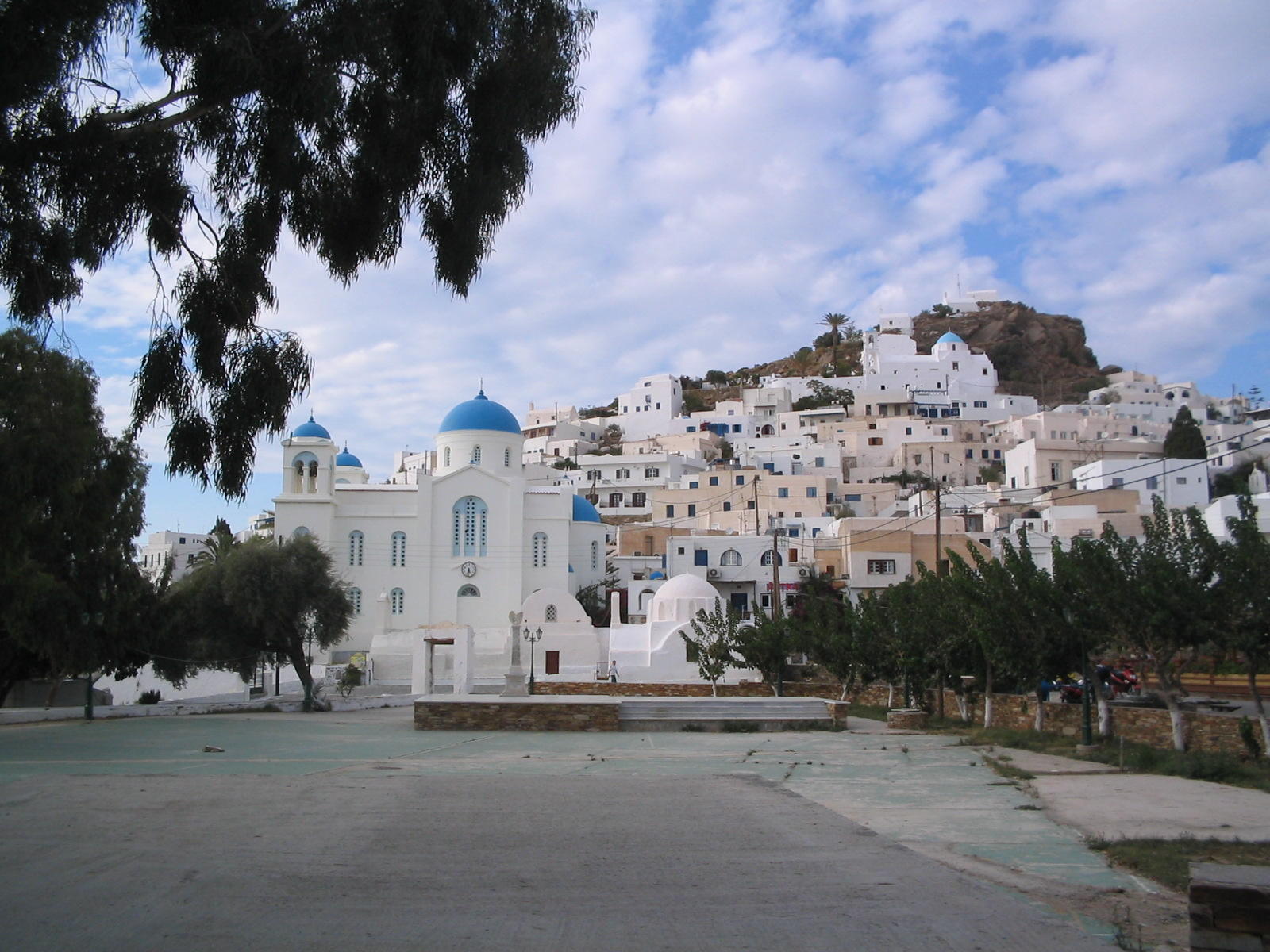
Cidade de Chora, em Ios
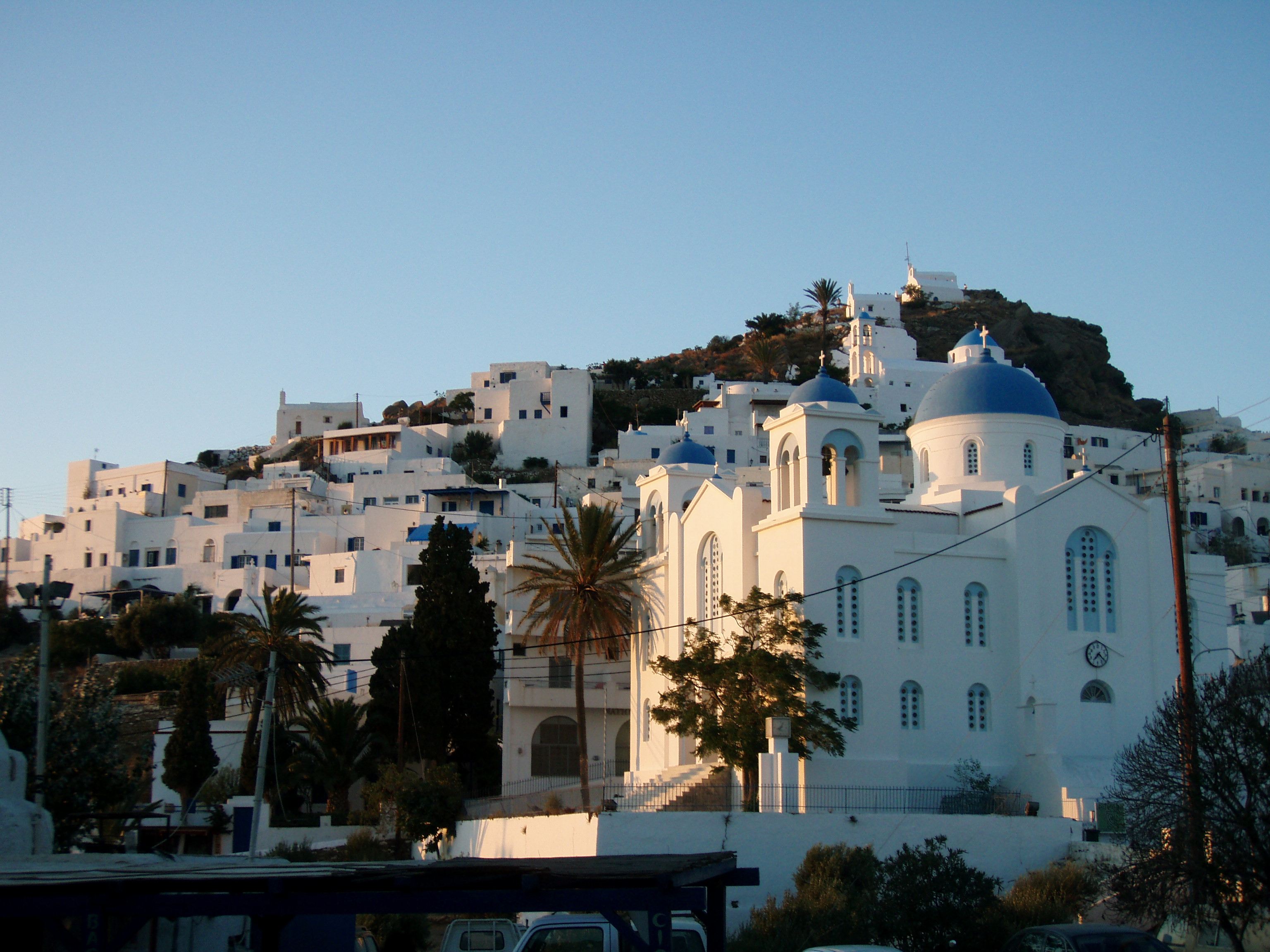
Cidade de Ios
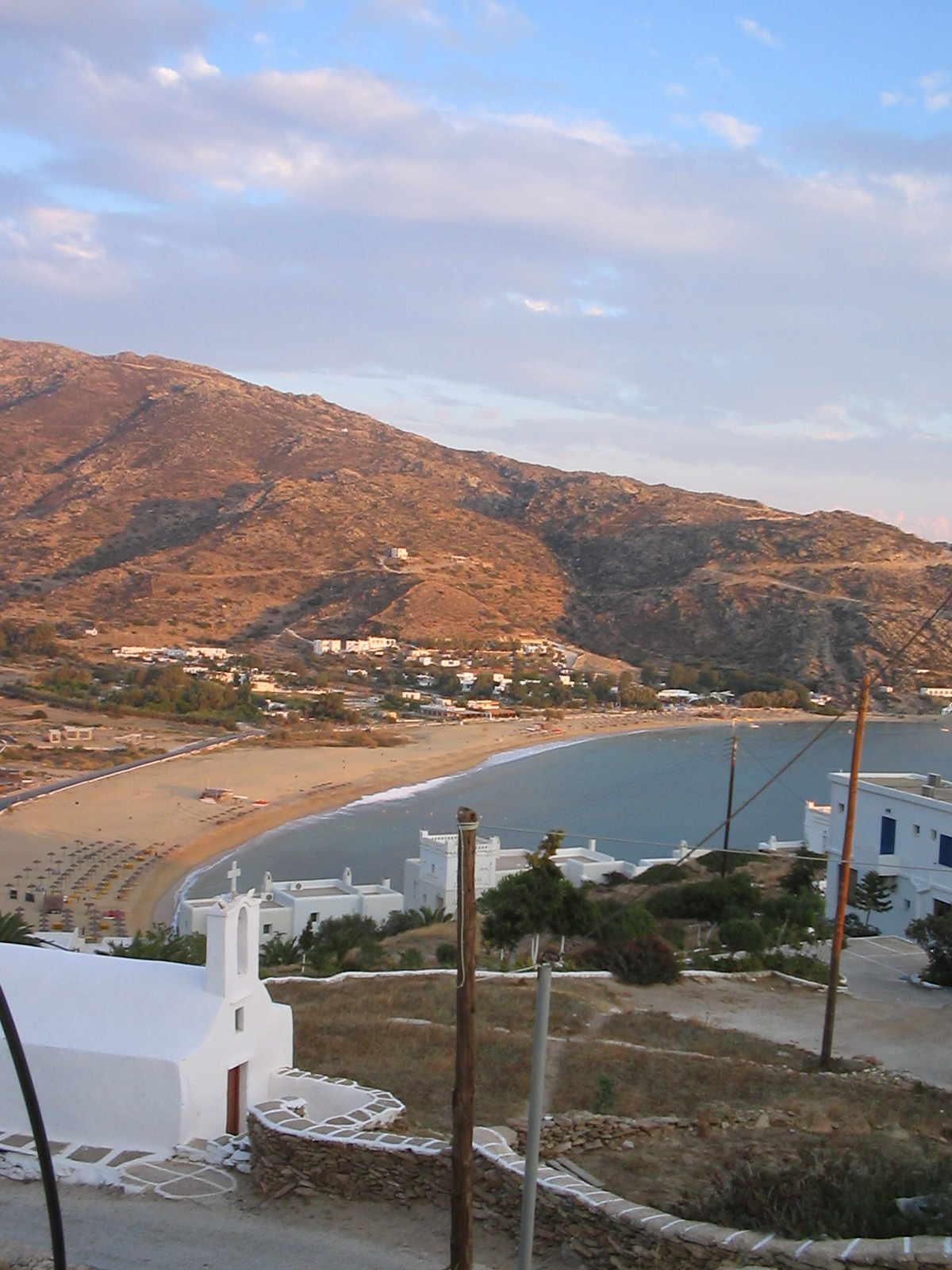
Praia de Milopotas, Ios
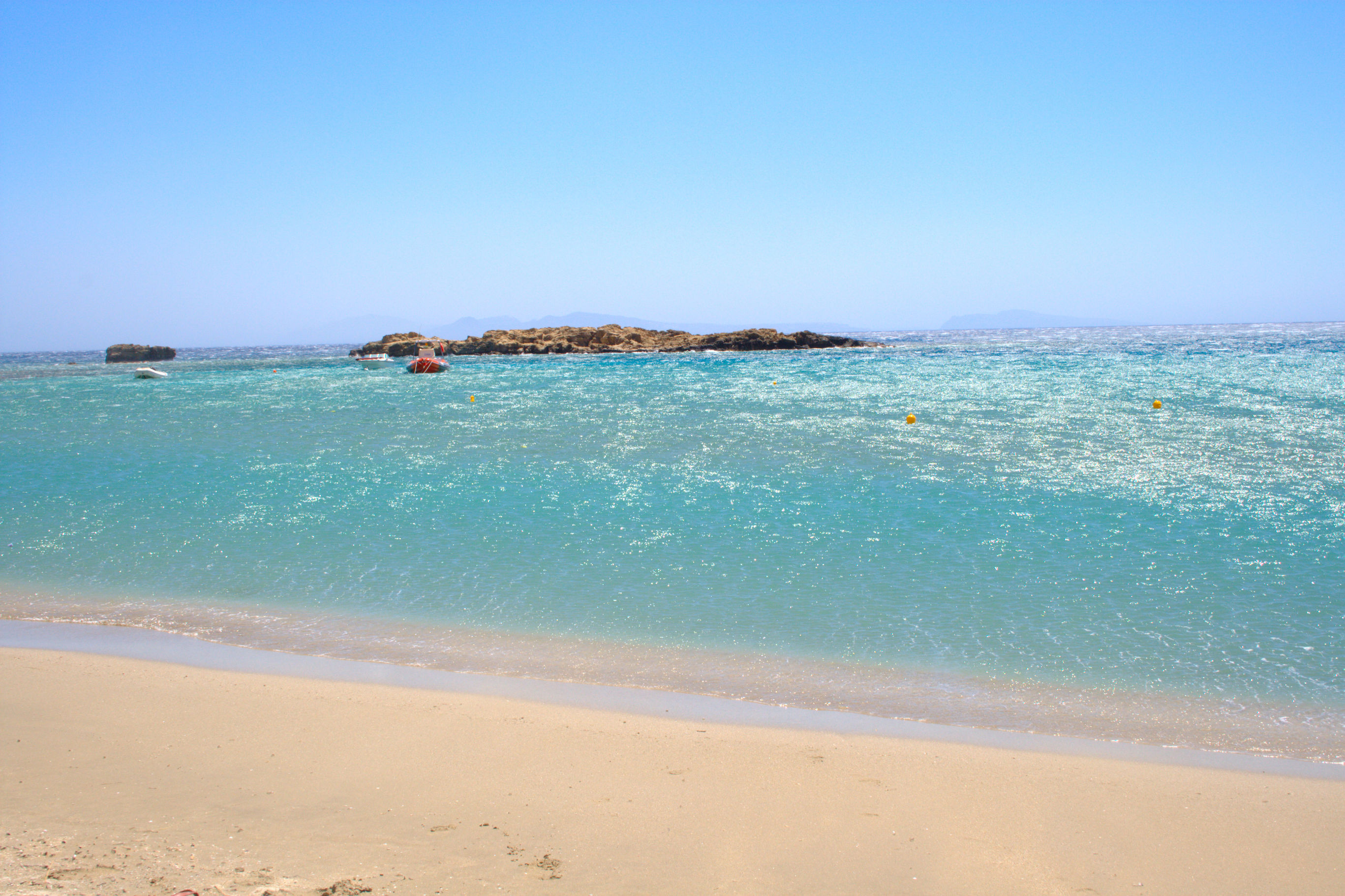
Praia de Manganari, Ios
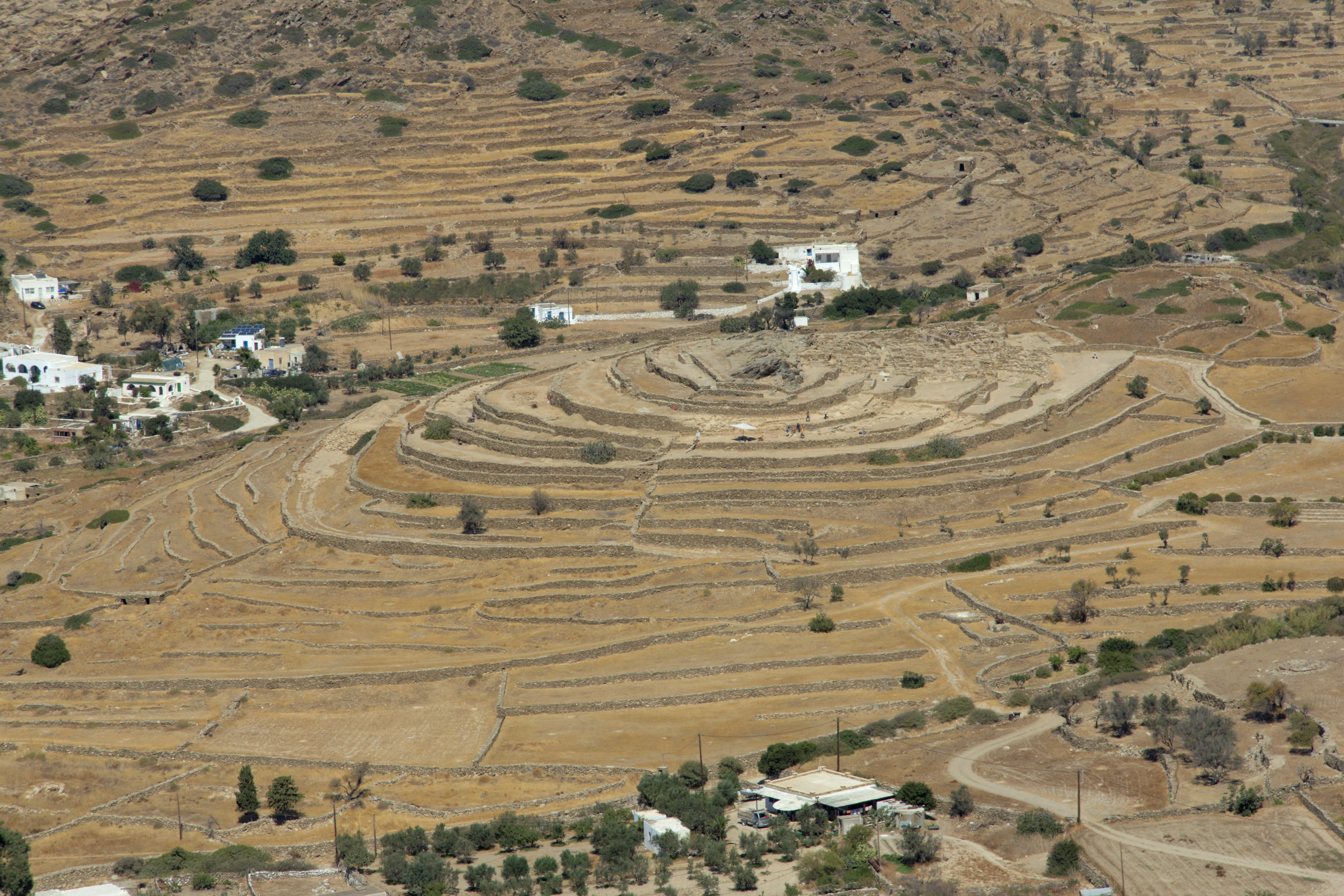
Antigo povoamento Skarkos
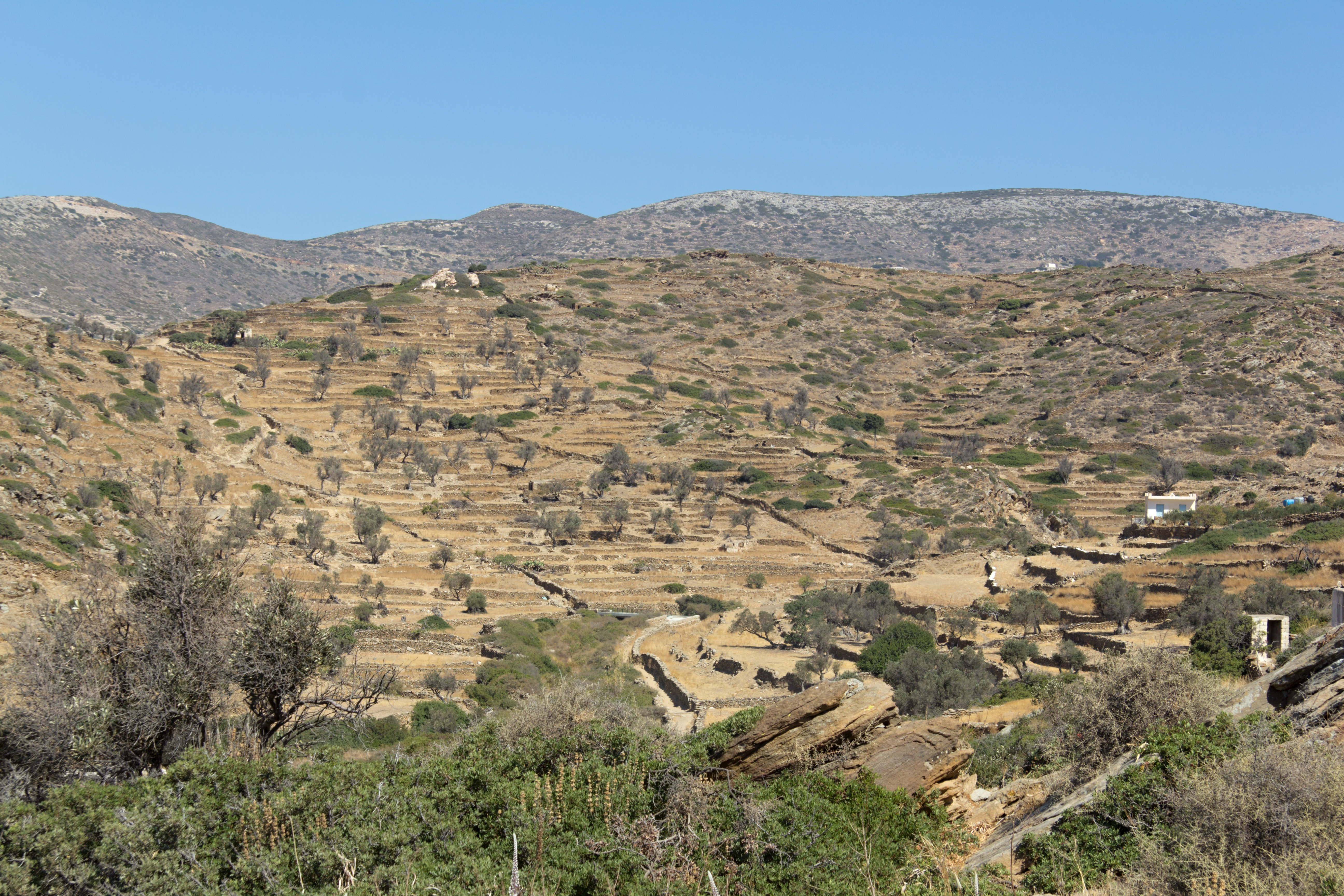
Epano Kampos, Ios